# U-273
Unterseeboot 273 foi um submarino alemão do Tipo VIIC, pertencente a Kriegsmarine que atuou durante a Segunda Guerra Mundial.

## Comandantes
| Comandante             | Data                                        |
| ---------------------- | ------------------------------------------- |
| Oblt. Hans-Adolf Engel | 21 de outubro de 1942 - 31 de março de 1943 |
| Oblt. Hermann Rossmann | 1 de abril de 1943 - 19 de maio de 1943     |

## Subordinação
Durante o seu tempo de serviço, esteve subordinado às seguintes flotilhas:
| Período                                     | Flotilha                                  |
| ------------------------------------------- | ----------------------------------------- |
| 21 de outubro de 1942 - 30 de abril de 1943 | 8. Unterseebootsflottille (treinamento)   |
| 1 de maio de 1943 - 19 de maio de 1943      | 9. Unterseebootsflottille (serviço ativo) |